# 오기타촌
오기타촌(小木田村)은 아이치현 히가시카스가이군에 설치되었던 촌이다. 현재의 가스가이시에 해당한다.